# 贵阳梅花草
贵阳梅花草（学名：Parnassia petitmenginii）为卫矛科梅花草属下的一个种。

## 扩展阅读
維基物種上的相關：贵阳梅花草